# Gorica Aćimović
Gorica Aćimović, née le 28 février 1985 à Banja Luka en Yougoslavie, est une joueuse de handball bosnienne naturalisée autrichienne en 2007. Elle évolue au poste d'arrière gauche. Elle est la femme du handballeur Vytautas Žiūra, international lituanien également naturalisé autrichien.

## Palmarès

### Club
compétitions internationales
- vainqueur de la Ligue des champions en 2010 (avec Viborg HK)
- vainqueur de la coupe d'Europe des vainqueurs de coupe en 2013 (avec Hypo Niederösterreich)

compétitions nationales
- championne du Danemark en 2012 (avec RK Krim)
- vainqueur de la coupe de Slovénie en 2012 (avec RK Krim)
- championne du Danemark en 2010 (avec Viborg HK)
- vainqueur de la coupe du Danemark en 2011 (avec Viborg HK)
- championne d'Autriche (11) en 2005, 2006, 2007, 2008, 2009, 2013, 2014, 2015, 2016, 2017 et 2018 (avec Hypo Niederösterreich)
- vainqueur de la Coupe d'Autriche (9) en 2005, 2006, 2007, 2008, 2009, 2013, 2014, 2015 et 2016 (avec Hypo Niederösterreich)